# Nadine Domond
Nadine Domond (Bridgeport, 28 settembre 1975) è un'ex cestista e allenatrice di pallacanestro statunitense, professionista nella WNBA.

## Carriera
È stata selezionata dalle New York Liberty al secondo giro del Draft WNBA 1998 (19ª scelta assoluta).